# 가슴을 열어라
《가슴을 열어라》는 1996년 9월 7일부터 같은 해 11월 24일까지 방영된 문화방송 주말연속극이다.

## 기획 의도
죽은 여동생의 아이를 키우는 출판사 대표 노총각 태민과 애교 많은 아가씨 다영, 이들의 가족을 중심으로 펼쳐지는 홈코믹 드라마

## 등장 인물

### 주요 인물
- 박소현(유다영) : 출판사 직원
- 이효정(김태민) : 출판사 대표
- 정준호(박현수) : 다영을 짝사랑

### 다영네
- 유태웅(유재석) :  다영의 남동생, 제대한 군인
- 이정현(유서영) : 다영의 여동생, 막내, 재수생
- 심양홍(유상원) :  다영 남매 아버지
- 윤여정(최순주) : 다영 남매 어머니
- 원미경(최혜주) : 다영 노처녀 이모, 사진 작가
- 서승현(송어련) : 미국에 사는 상원의 이모

### 태민네
- 나문희(하이순) : 태민 어머니, 무뚝뚝하고 고지식한 성격
- 허성일(김태훈) : 태민 동생, 미니 슈퍼를 운영
- 신윤정(한경자) : 태훈 아내
- 송가현(김이슬) : 태민 여동생 딸

### 그 외 인물
- 이영하(강은규) : 혜주 연인, 동화 작가
- 김소연(정유경) : 재석 연인, 레스토랑 직원
- 황상희(출판사 직원) : 은규를 짝사랑
- 원미원, 이종수, 손민우

## 참고 사항
- 가제는 <사랑한다 말할까>였으며, <가슴을 열다>로 바뀌었다가 <가슴을 열어라>라는 제목이 최종 결정되었다.[1]
- 당초 <동기간>의 후속으로 기획됐으며 김태민 역의 변우민의 상대역인 유다영 역으로 심은하, 김남주 등이 물망에 올랐으나 이들이 바쁜 스케줄의 이유로 캐스팅 제안을 거절하자 변우민은 출연을 거부하였다. 이 때문에 변우민은 MBC로부터 무기한 출연정지를 받았다.[2]
- 이렇게 되자 MBC는 10부작 <위험한 사랑>을 대체 편성했고 해당 드라마는 <위험한 사랑> 후속으로 변경되었는데 이 작품에서 장윤주 역을 맡았던 채시라는 <위험한 사랑>에 앞서 KBS 2TV <첫사랑> 성찬옥 역(송채환 분)물망에 거론됐으나[3] MBC와의 계약 문제가 걸려 거부당했고 김희애에게도 성찬옥 역 제안이 갔지만 재충전의 시간을 위해 고사했다.
- 신입급 작가와 중견 PD, 신예 PD가 호흡을 맞춰나가는 이색적인 방법으로 화제를 모았다.[4]
- 약한 캐스팅, 연기자들의 과한 연기, 지루한 대사 등으로 시작부터 동시간대 KBS 2TV <첫사랑>에 밀리는 양상을 보였는데[5] 해당 작품(가슴을 열어라) 여주인공 물망에 오른 심은하가 <첫사랑> 이효경 역(이승연 분) 물망에[6] 한때 거론되기도 했다.
- 변우민의 출연 거부로 빚어진 혼란을 극복하는 데 실패하였고[7] 홈 드라마의 밋밋함을 보여준다는 지적이 있었다.
- <첫사랑>의 인기로 인해 첫 회부터 13.0%의 저조한 시청률을 거두었으며[8] 시청률이 4.7%(17회)까지 떨어졌다.[9]
- 당초 50부작으로 기획되었으나 26부작으로 조기종영이 결정되었으며 결국 2회 더 줄인 24부작으로 조기종영되었다. 소수 시청자들의 볼 권리의 침해로 논란이 일었다.[10]
- 정준호는 1996년 7월 <동기간>의 조기종영에 이어[11] 같은 해 또다시 조기종영의 수모를 겪었다.
- 원미경은 해당 드라마를 통해 코믹 연기에 첫 도전하였다.[12]
- 공동 연출자 최종수 PD는 불미스러운 일 때문에[13] 자사 수목 정치극 <제4공화국>에서 중도하차한 뒤 이 드라마로 활동을 재개했다. 최종수는 <가슴을 열어라>의 조기종영 후 <그대 그리고 나>로 재기에 성공했다.